# Duomo di Vasto
Il duomo di Vasto, intitolato a San Giuseppe, è la concattedrale dell'arcidiocesi di Chieti-Vasto. Dell'antica chiesa medievale intitolata a Santa Margherita resta solo la facciata con il portale ed il rosone trecenteschi. Nel XVII secolo venne intitolata a Sant'Agostino e nel 1808 a San Giuseppe. Venne elevata a cattedrale nel 1853. Nel 1986 è divenuta concattedrale.

## Storia

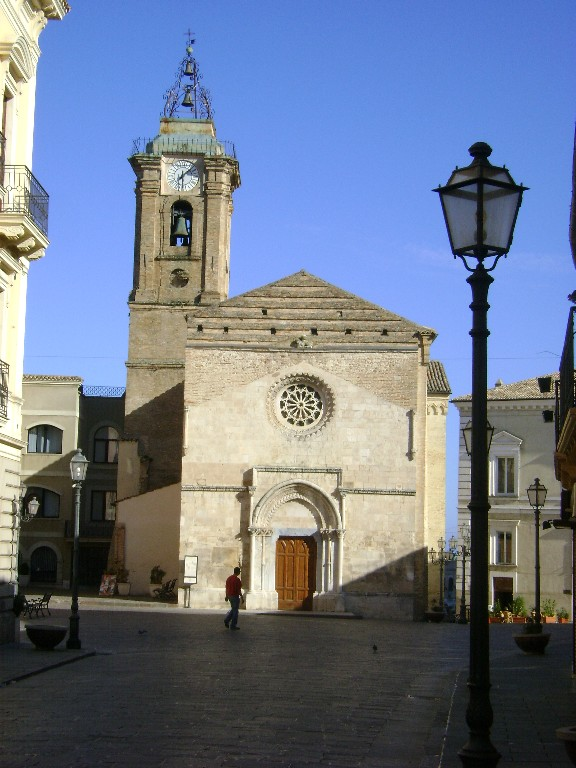
Una vista della concattedrale

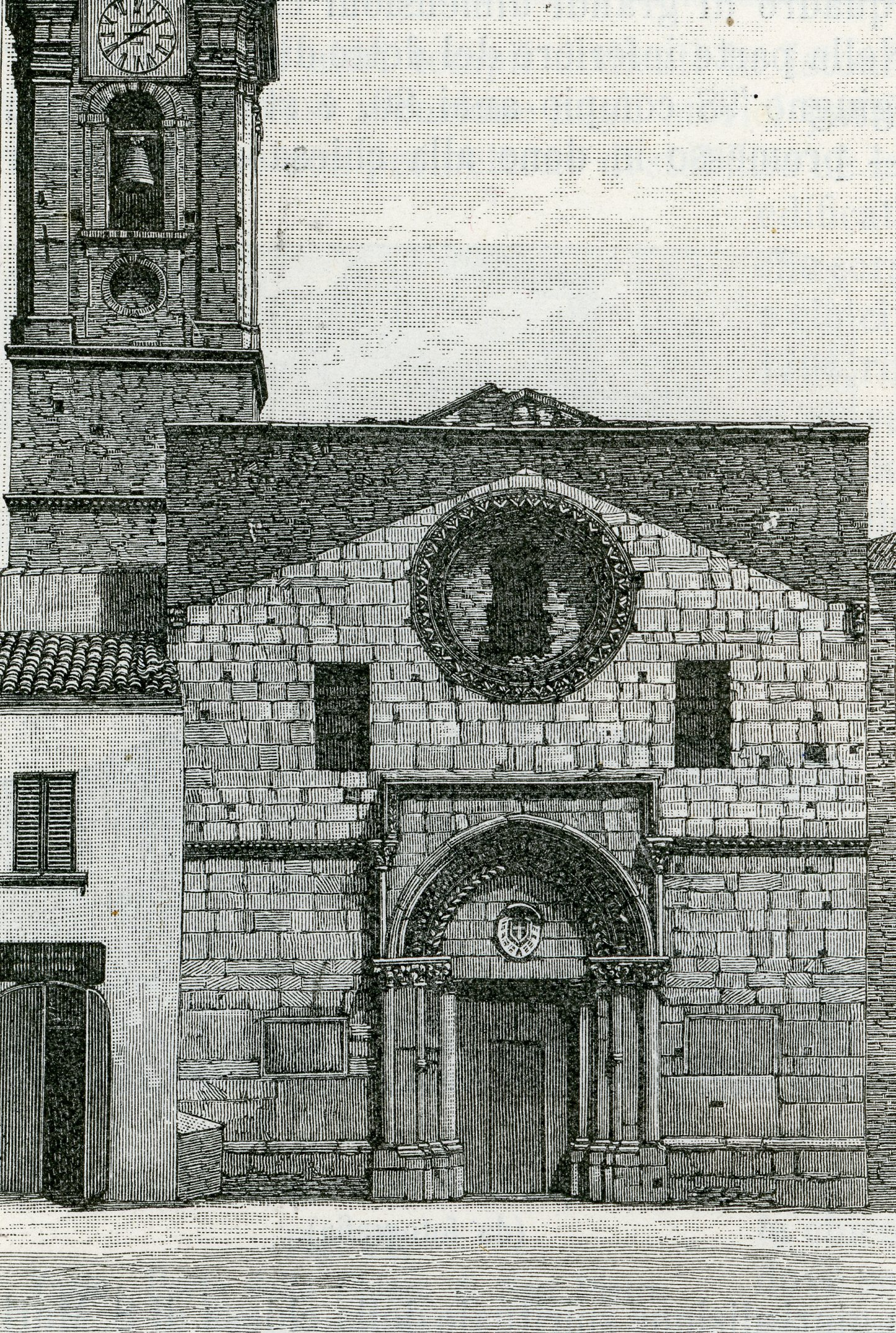
Vasto: chiesa di San Giuseppe (incisore anonimo 1898).

Il primo impianto risale al XIII secolo. Originariamente, la chiesa conventuale era intitolata a Sant'Agostino, poi, nel decennio francese prese il nome attuale, e fino a questo periodo la chiesa rimase con l'aspetto originario. Secondo lo schema delle chiese degli ordini mendicanti del XIII-XIV secolo la chiesa era a navata unica con soffitto a capriate ed abside a volta. La chiesa fu ampliata nel XIX e nel XX secolo. Della chiesa originaria rimane solo una monofora con conci nel lato nord e dei pochi altri vaghi elementi si può supporre che il coronamento fosse orizzontale. Nel 1895 vi furono dei lavori di ristrutturazione. Negli anni ottanta del XX secolo furono distrutte con cariche di dinamite delle opere nel chiostro.

## Descrizione

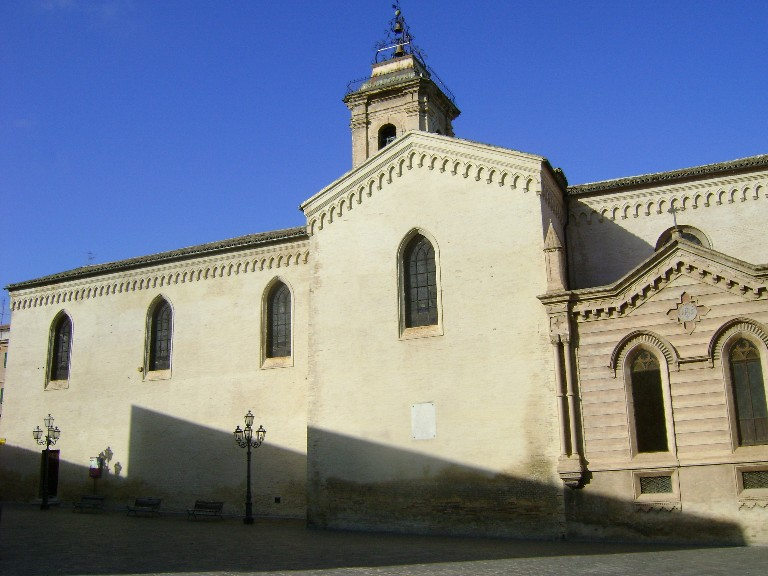
Il lato destro

Il rosone, le cornici marcapiano ed il portale sono in pietra. Il portale, così come i pilastri e l'architrave, inoltre, constano di materiale di spoglio di epoca romana. La torre campanaria fu ricostruita nel XVIII secolo, tuttavia dell'epoca medioevale rimane la base con arco a sesto acuto, nelle cornici marcapiano e nelle pareti a scarpa. L'interno, a navata unica con transetto, è dipinto in stile neo-medievale in due colori a finti conci di pietra dipinti affrescati da Achille Carnevale nel 1923.

### Facciata
La facciata risale al XIII secolo ed è la parte originale della vecchia chiesa. Il portale gotico ha strombature ed ha arco a tutto sesto con una lunetta senza dipinto. Alla sinistra vi è una lapide che recita in latino la storia breve della fondazione della chiesa medievale di Santa Margherita. Il portale fino al 1905 possedeva uno stemma dei D'Avalos sulla lunetta, in seguito rubato.
Il rosone superiore è stato restaurato nel Novecento perché distrutto dai turchi e dalle intemperie dei secoli. In una incisione del 1898 era mostrato completamente bucato. Oggi ha lo stile originario con corone floreali e dentellature alla cornice del perimetro.
Con la ricostruzione barocca la facciata terminava come un rettangolo, essendo stati aggiunti elementi di fortificazione all'estremità danneggiata. Oggi però la facciata si mostra in cima incompleta, terminante a capanna, mostrando lo strato preparatorio in muratura.

### Campanile e pianta della cattedrale
Il campanile, una torre con pianta in pietra e il resto in muratura, fu costruito nel Medioevo, giudicando l'arco a sesto acuto, ma poi distrutto e ricomposto. La parte della torre con la cella campanaria è la più interessante: degli oblò un tempo cavi sono posti in ogni lato, mentre ciascun angolo e lato ha pilastri a forma di colonne con.piccoli capitelli. Si sale al cornicione che circonda la sommità. Sul lato della facciata vi è un orologio. La sommità ha una ringhiera e doveva terminare con una cuspide. Probabilmente il lavoro non fu compiuto, vedendosi soli la base di tale pinnacolo, oppure fu distrutto da un fulmine. Dal Settecento è sicuro che la cuspide fosse stata sostituita con una celletta campanaria per suonare le ore, lavorata in ferro battuto.
La pianta planimetrica della cattedrale è a basilica, sebbene ricostruita. Le forme del transetto e della piccola cappella a sinistra sono della scuola neogotica. Le finestre sono alte e slanciate, piccole dentellature sono sotto la cornice del tetto, in ogni angolatura e lato del duomo; la cappella ha due finestre monofore e una croce sopra esse.

### Interno

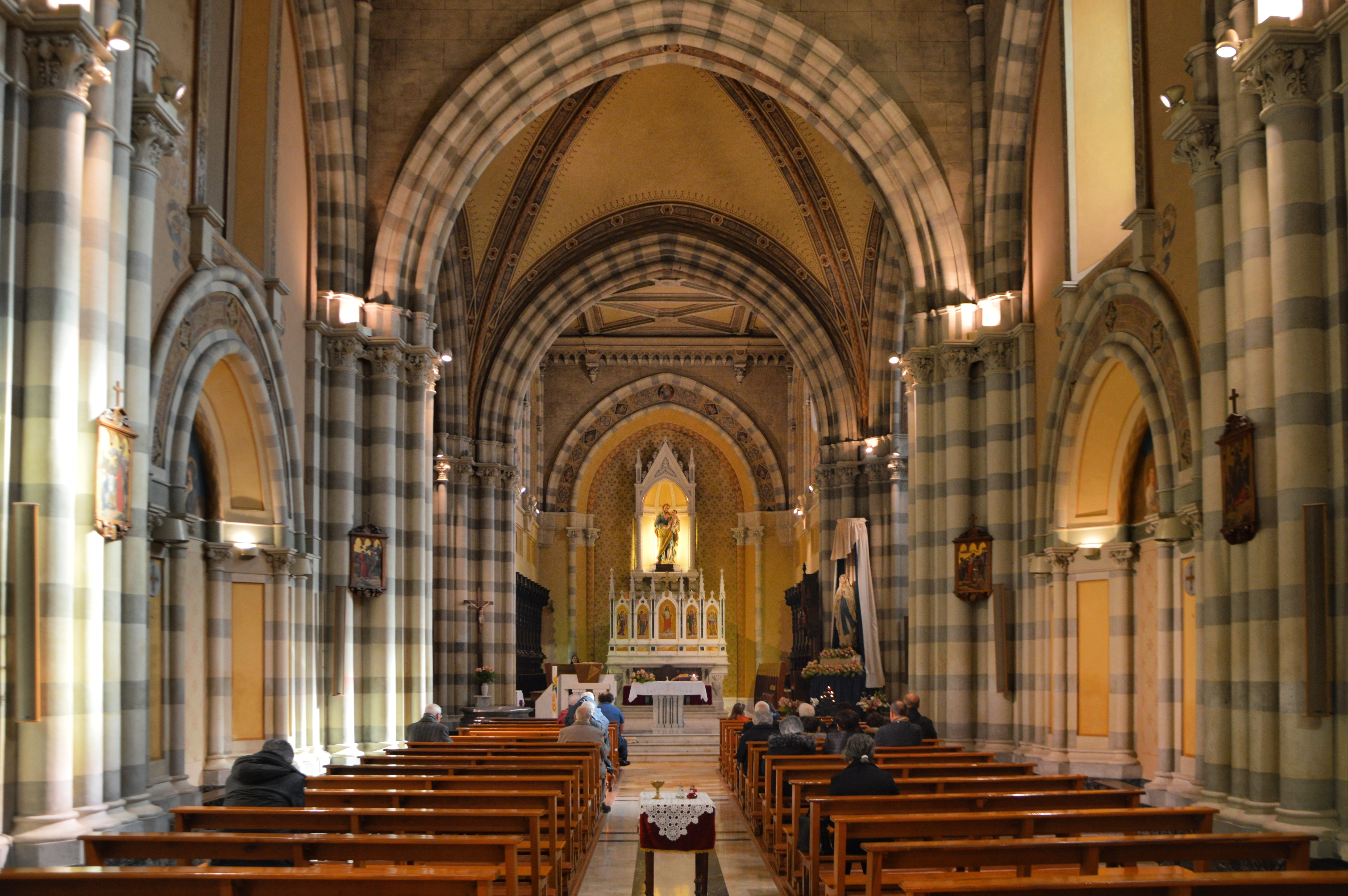
L'interno

L'interno originale era barocco, ed era fornito di sei altari laterali e di una cappella dedicata alla Madonna Addolorata. Benché a navata unica, è stato rielaborato in stile neogotico nel 1853. La copertura è geometrica e piana (solo la volta del transetto è a crociera), le colonne portanti sono striate di verde, con capitelli corinzi. Dai capitelli esse si innalzano formando arcate: in tutto ci sono tre per ogni lato. Sotto queste ci sono altre piccole arcate sono presenti affreschi di Achille Carnevale del 1923 raffiguranti scene della vita di San Giuseppe. Pregevole è il Trittico di Cona a Mare, proveniente dalla scomparsa chiesa della Cona di Mare, crollata a seguito di una frana nel 1816. L'opera, del 1505, realizzata da Michele Greco da Valona, si compone di tre ante, in cui sono dipinti la Madonna con Bambino affiancata da Santa Caterina e San Nicola. Il presbiterio è stato ristrutturato nel 2009, in cui si è provveduto a rimuovere le balaustre che prima lo delimitavano e ad aggiungere un altare ed un ambone di fattura moderna. Alle spalle sono presenti un polittico ottocentesco con Cristo in gloria tra quattro angeli musicanti e la settecentesca statua di San Giuseppe portata in processione ogni 25 anni. Ai lati dell'altare si aprono due cappelle: quella di destra, dedicata al Sacro Cuore, mentre quella di sinistra alla Madonna di Lourdes, in cui sono presenti anche le statue di San Pio X e di Santa Liberata. In controfacciata è stato installato nel 2002 un grande organo affiancato dalle cinquecentesche statue di Sant'Agostino e Santa Monica, un tempo collocate nel presbiterio.